# Chaetexorista setosa
Chaetexorista setosa là một loài ruồi trong họ Tachinidae.